# フリードリヒ・フォン・ホーエンツォレルン＝ジグマリンゲン
フリードリヒ・フォン・ホーエンツォレルン＝ジグマリンゲン（ドイツ語: Friedrich von Hohenzollern-Sigmaringen, 1891年8月30日 - 1965年2月6日）は、プロイセンの王族。

## 生涯
1891年8月30日、ホーエンツォレルン＝ジグマリンゲン侯ヴィルヘルムとその最初の妻であったマリア・テレジア（両シチリア王子ルイジの娘）の間に長男（第2子、双子の一人目）としてハイリゲンダムで生まれた。
1920年6月2日にザクセン王女マルガレーテ（フリードリヒ・アウグスト3世の次女）とシュレージエンのジビレノルト（現在のポーランド共和国ドルヌィ・シロンスク県ヴロツワフ郡シュチョドレ）で結婚した。
1927年に父が死去すると、ホーエンツォレルン＝ジグマリンゲン侯家の家長位を継承した。
1965年2月6日、バーデン＝ヴュルテンベルク州ジグマリンゲン郡のクラウヒェンヴィースで死去した。ホーエンツォレルン侯家の家長位は長男のフリードリヒ・ヴィルヘルムが嗣いだ。

## 子女
マルガレーテとの間に以下の4男3女を儲けた。
- ベネディクタ・マリア・アントーニア・マティルデ・アンナ （1921年 - 2011年）
- マリア・アーデルグンデ・アリス・ルイーゼ・ヨゼフィーネ（オランダ語版）（1921年 - 2006年） - バイエルン王子コンスタンティンと結婚
- マリア・テレジア・ルドヴィカ・ツェツィーリエ・ツィタ・エリーザベト・ヒルダ・アグネス（1922年 - 2004年）
- フリードリヒ・ヴィルヘルム・フェルディナント・ヨーゼフ・マリア・マヌエル・ゲオルク・マインラート・フィデリス・ベネディクト・ミヒャエル・フーベルト（1924年 - 2010年） - ホーエンツォレルン侯家家長
- フランツ・ヨーゼフ・フーベルトゥス・マリア・マインラート・ミヒャエル（1926年 - 1996年） - ブルボン＝パルマ公女ディアーナと結婚
- ヨハン・ゲオルク・カール・レオポルト・アイテル＝フリードリヒ・マインラート・マリア・フーベルトゥス・ミヒャエル（1932年 - 2016年） - スウェーデン王女ビルギッタと結婚
- フェルフリート・マクシミリアン・ピウス・マインラート・マリア・フーベルト・ミヒャエル・ユスティヌス（英語版）（1943年 - 2022年）

| フリードリヒ・フォン・ホーエンツォレルン＝ジグマリンゲン ホーエンツォレルン＝ジグマリンゲン家 1891年8月30日 - 1965年2月6日 |                                            |                                 |
| 爵位・家督 |                                            |                                 |
| 先代 ヴィルヘルム | ホーエンツォレルン侯家家長 1927年 - 1965年 | 次代 フリードリヒ・ヴィルヘルム |